# Большеглаз болотный
Большеглаз болотный (лат. Notiophilus palustris) — вид жуков-жужелиц из подсемейства плотинников.

## Распространение
Распространён в Европе (Норвегия, Швеция, Финляндия, Дания, Эстония, Латвия, Литва, Чехия, Венгрия, Болгария, Босния и Герцеговина, Великобритания, Франция, Германия, Лихтенштейн, Нидерланды, Бельгия, Австрия, Польша, Словакия, Словения, Швейцария, Северная Македония, Испания, Италия, Люксембург, страны бывшей Югославии), Украине, Белоруссии, России (в том числе в Калининградской области) и Казахстане.

## Описание
Длина тела имаго 4,5—6 мм. Точки на бороздках надкрылий грубые.